# 三联市 (卑诗省)
三联市是加拿大不列颠哥伦比亚大温地区东北部3个相邻郊区城市高贵林市、高贵林港、满地宝和2个村庄安莫尔、贝卡拉的非正式名称。

## 人口
这5个城市及村庄的2016年人口总计为234,300人，是大温地区仅次于温哥华市和素里市的第3大人口聚集区。
| 市镇     | 类型 | 2016年人口 |
| -------- | ---- | ---------- |
| 安莫尔   | 村   | 2,210      |
| 贝卡拉   | 村   | 643        |
| 高贵林市 | 市   | 139,284    |
| 高贵林港 | 市   | 58,612     |
| 满地宝   | 市   | 33,551     |

## 别名
在为孩子选择学校时，当地居民通常将三联市称为“43学区”。

## 媒体
三联市可使用低陆平原的各种媒体。当地社区报纸包括《高贵林快报》和《三联市新闻网》。
CKPM-FM在满地宝成为首个专注三联市的城市广播电台，2011年首播。

## 交通

### 公路交通
对于驾车人士，可以通过横加公路前往本拿比，温哥华，素里和低陆平原的其他城市。 Lougheed公路是另一条路线，通过Maillardville进入高贵林，经过Riverview医院区，到达高贵林中心，在那里，它急转直到高贵林港，然后通过Pitt River大桥进入匹特草原。 Barnet高速公路开始在高贵林中心区域，直接向西通过满地宝，到本拿比和温哥华市中心。

### 公共交通
三联市的公交服务由TransLink提供。人们可以乘坐西海岸快车从温哥华市中心到Mission Coquitlam站，Coquitlam中央火车站和满地宝站。
2016年12月2日，长青延伸线通车以来，该线路极大地便利了三联市的出行。该线路经过本拿比的Lougheed市中心，并通过高贵林的西南部分，进入满地宝和高贵林中心，终点是拉法基湖道格拉斯站。

## 商务
三联市地区有三联市商会。